# Calvarrasa de Abajo
Calvarrasa de Abajo és un municipi de la província de Salamanca, a la comunitat autònoma de Castella i Lleó. Limita al Nord amb Cabrerizos, Aldealengua, San Morales i Aldearrubia, a l'Est amb Huerta, Castañeda (Villagonzalo de Tormes) i Machacón, al Sud amb Calvarrasa de Arriba i a l'Oeste amb Pelabravo.

## Demografia
| 1991 | 1996 | 2001 | 2004 |
| ---- | ---- | ---- | ---- |
| 1096 | 997  | 1032 | 1010 |